# عز الدين الشيخ علي
الفريق أول عز الدين الشيخ علي منصور مدير عام قوات الشرطة في السودان منذ 5 يوليو 2020، خلفًا للفريق أول عادل بشائر الذي أعفاه عبد الله حمدوك من منصبه.